# Aeropuerto Intercontinental de Querétaro

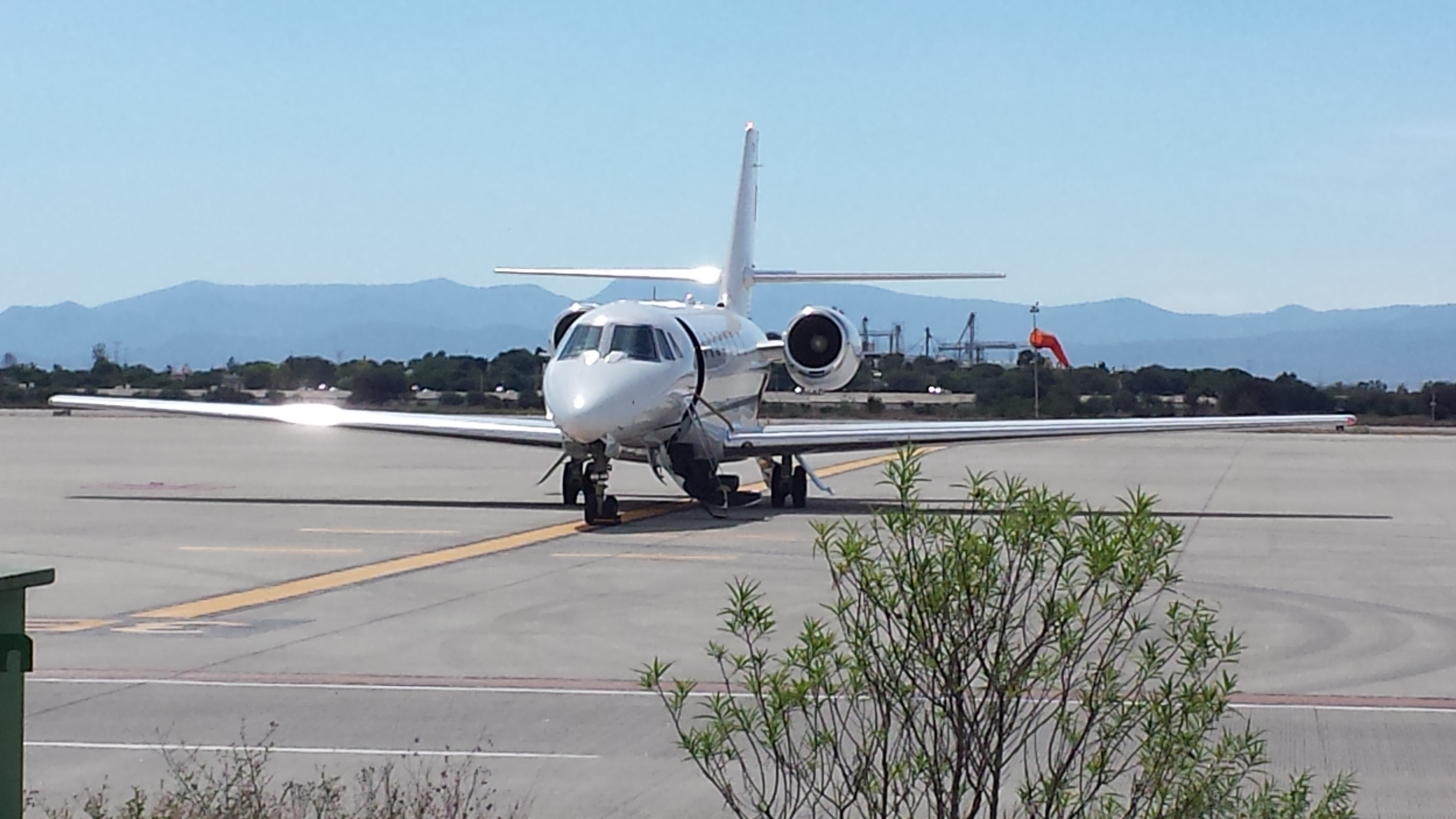
Avión típico en el Aeropuerto Internacional de Querétaro.

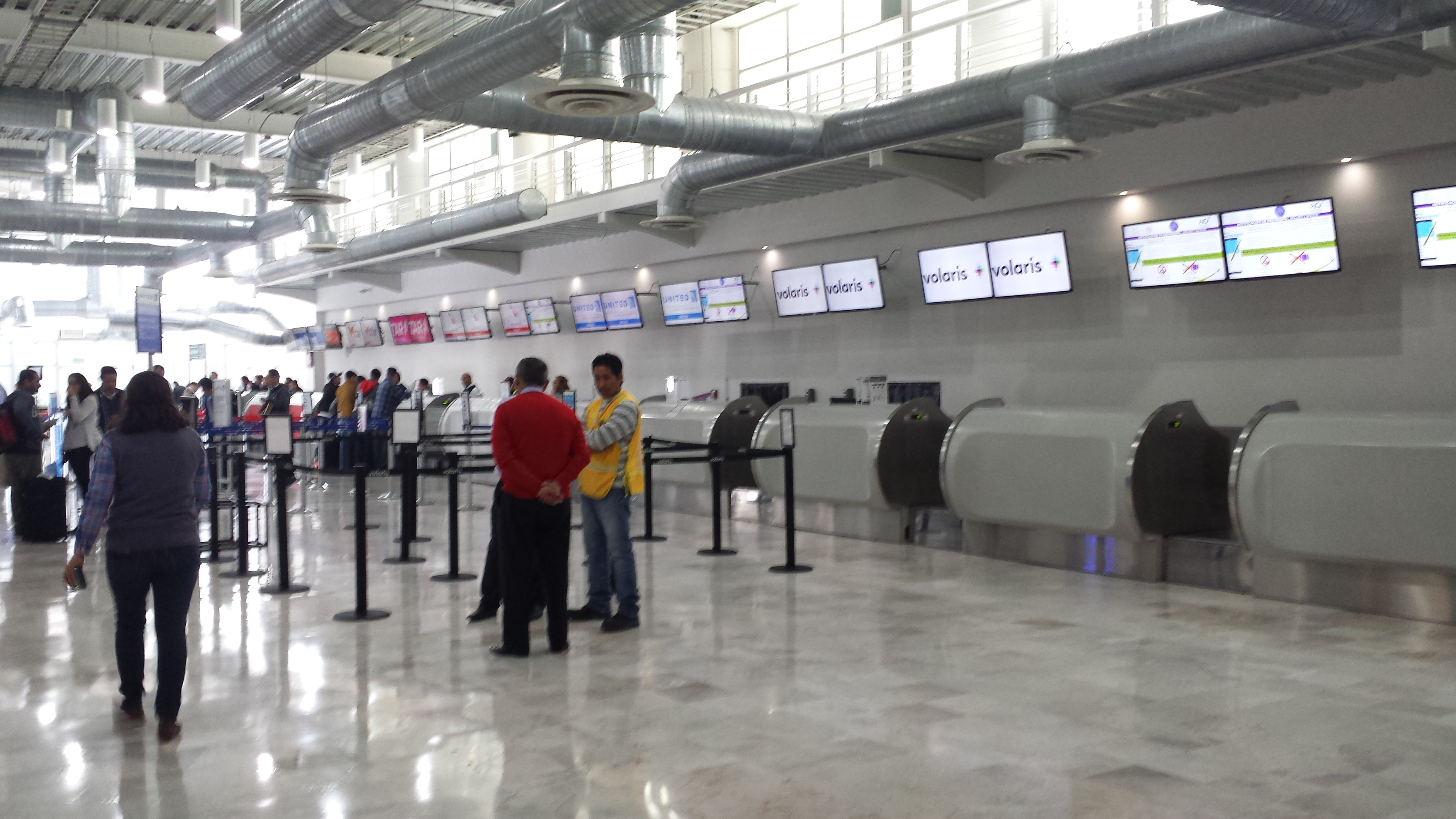
Vestíbulo de documentación (sala de mostradores) del aeropuerto.

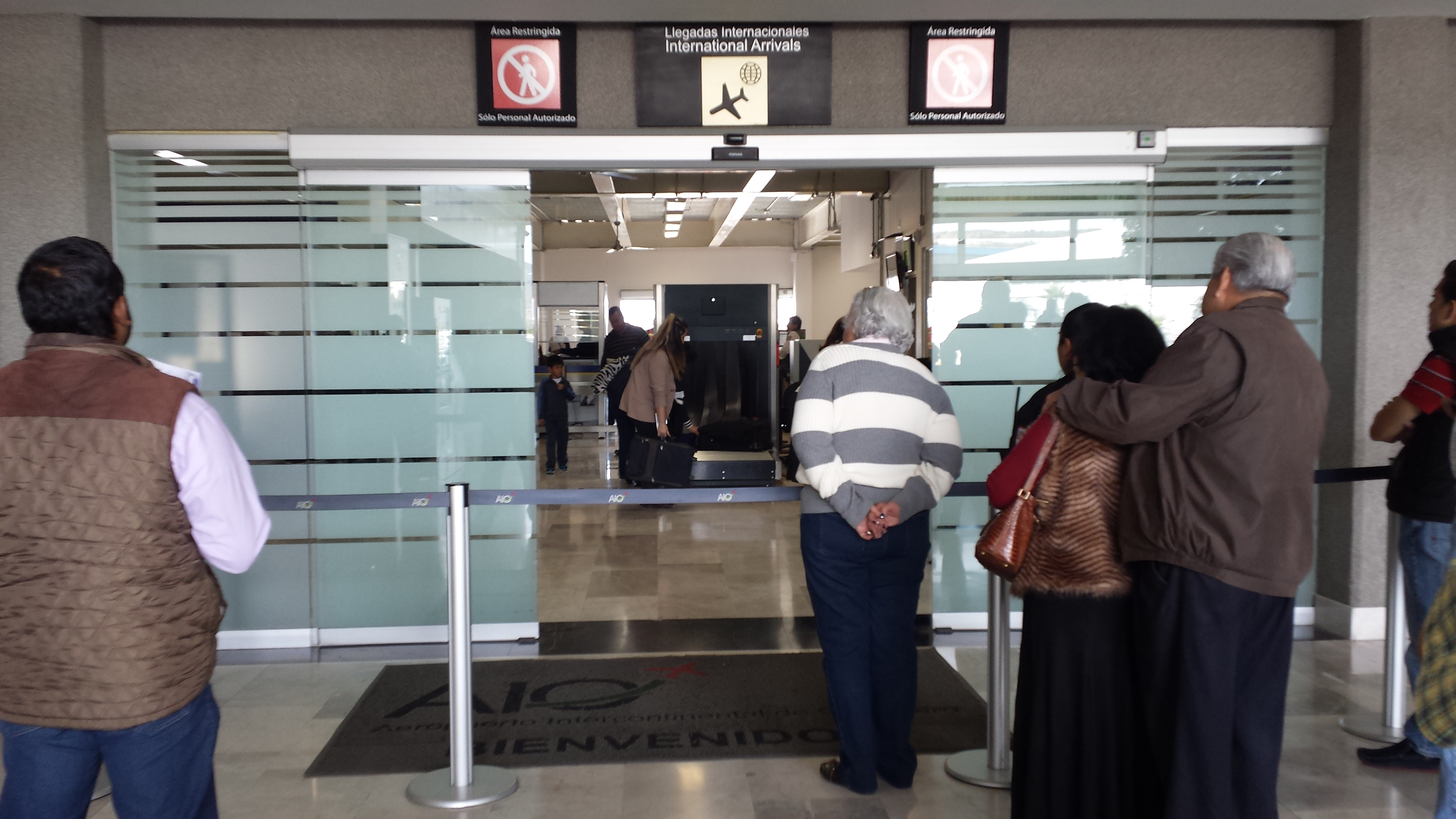
Área de llegadas internacionales del aeropuerto.

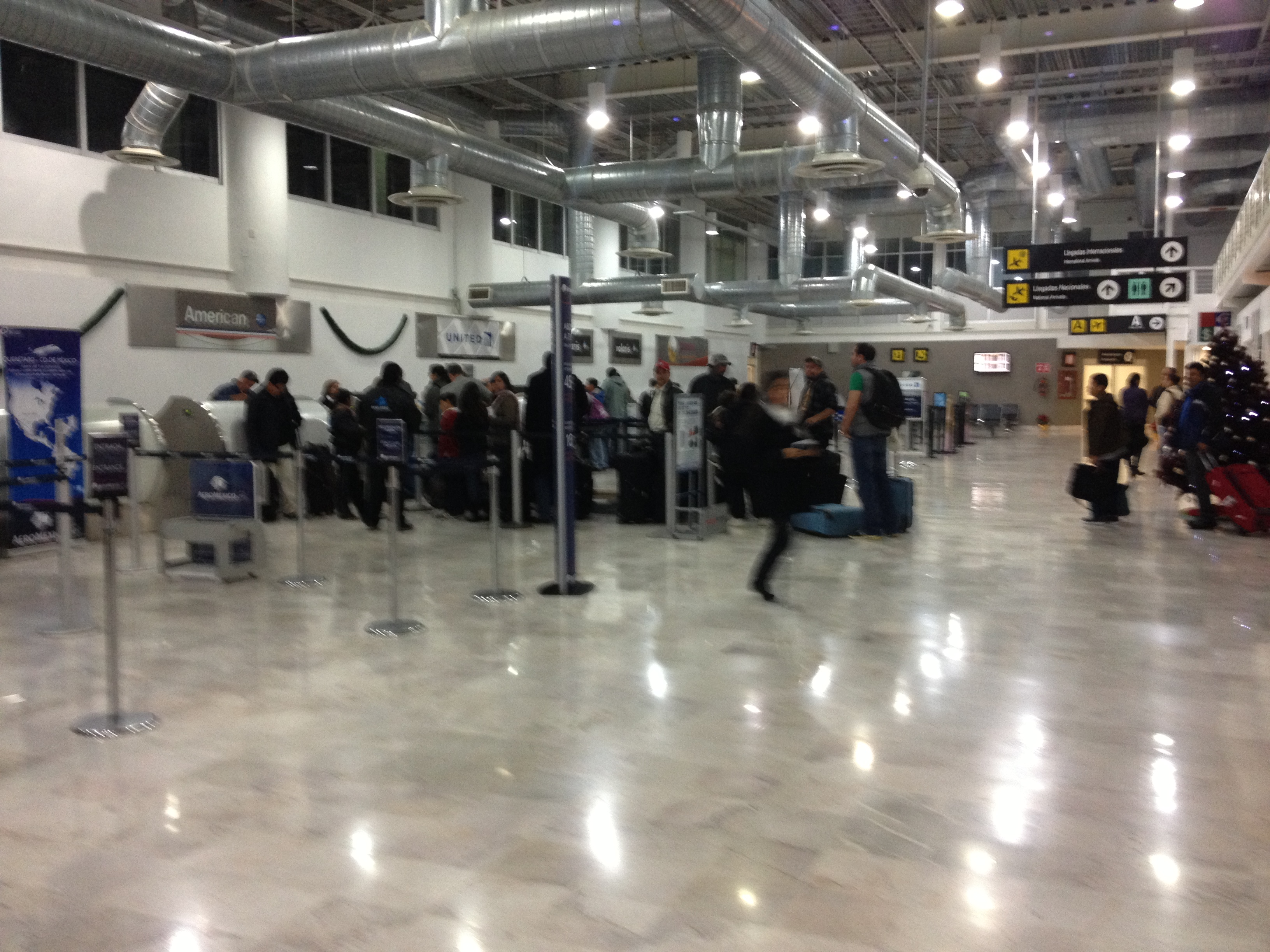
Pasillo principal del aeropuerto.

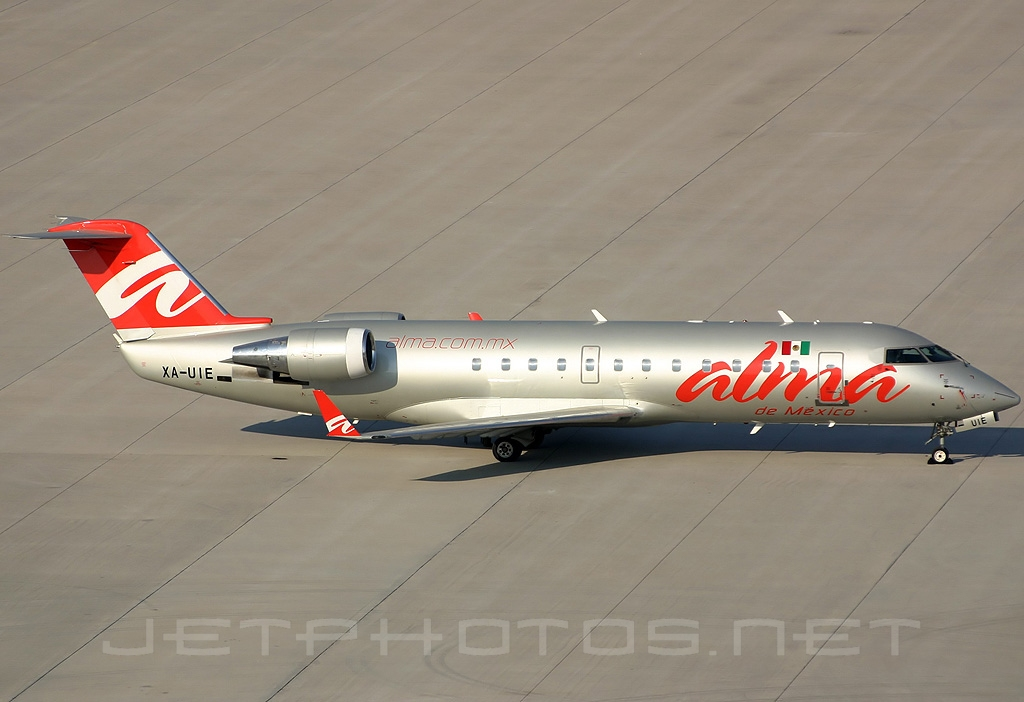
Bombardier CRJ-200ER (XA-UIE) de Alma de México en el Aeropuerto Internacional de Querétaro.

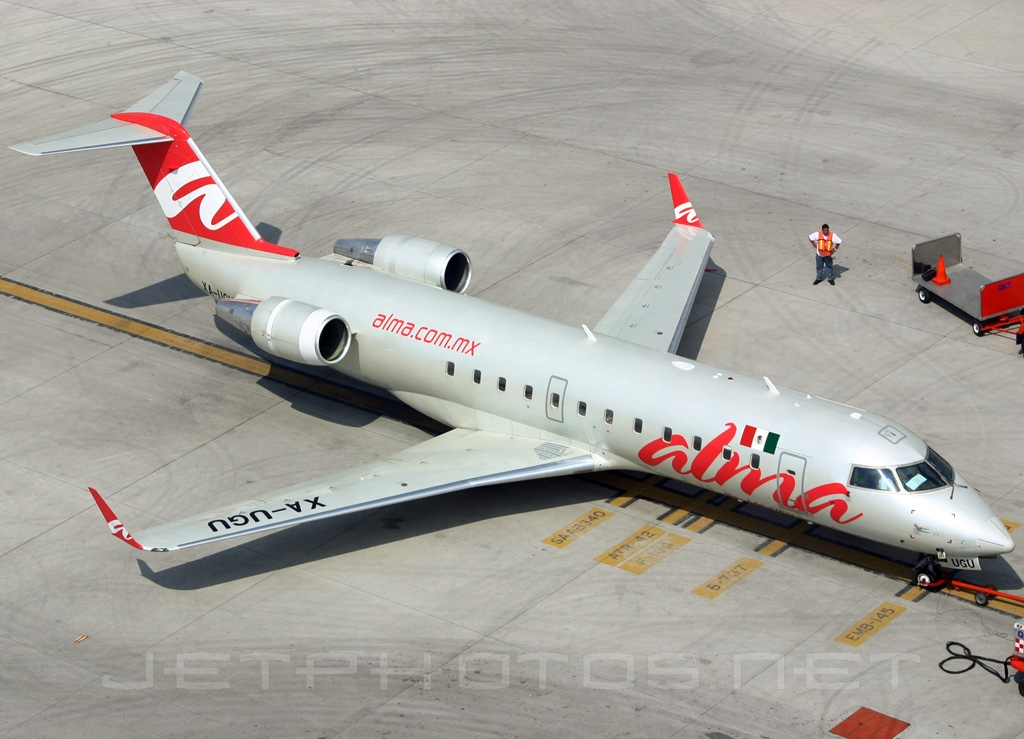
Bombardier CRJ-200LR (XA-UGU) de Alma de México en el Aeropuerto Internacional de Querétaro.

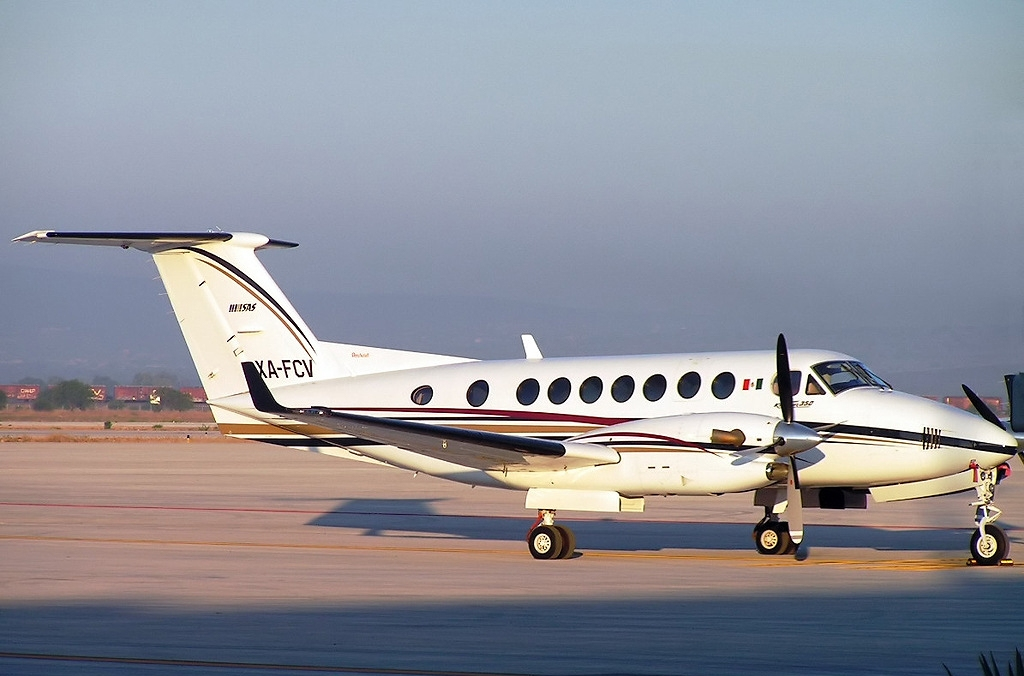
Beechcraft B-350 Super King Air de Aerolíneas Ejecutivas (XA-FCV) en el Aeropuerto Internacional de Querétaro.

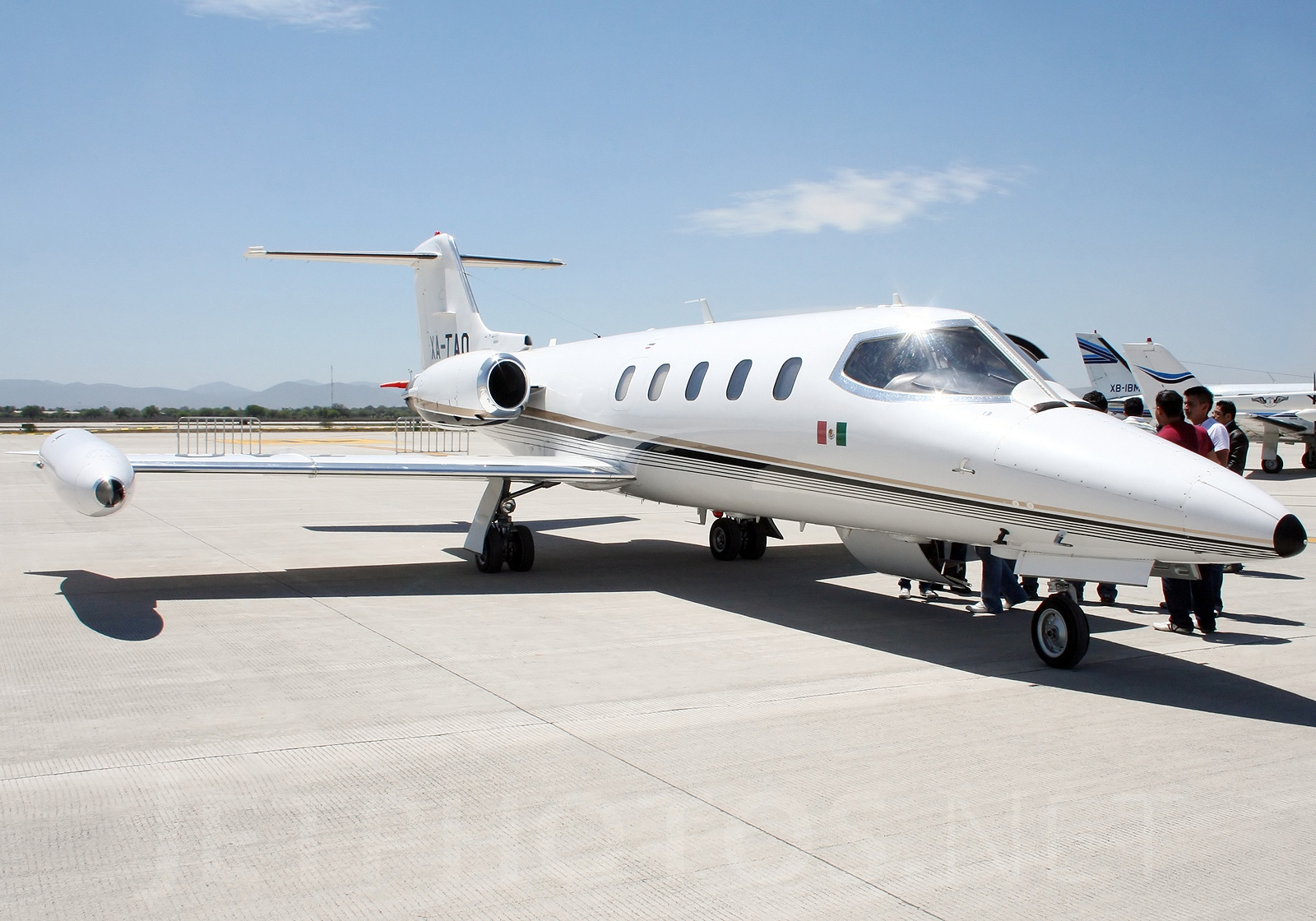
Learjet 25D de Aerotransportes Internacionales de Torreón S.A. (XA-TAQ) en el Aeropuerto de Querétaro

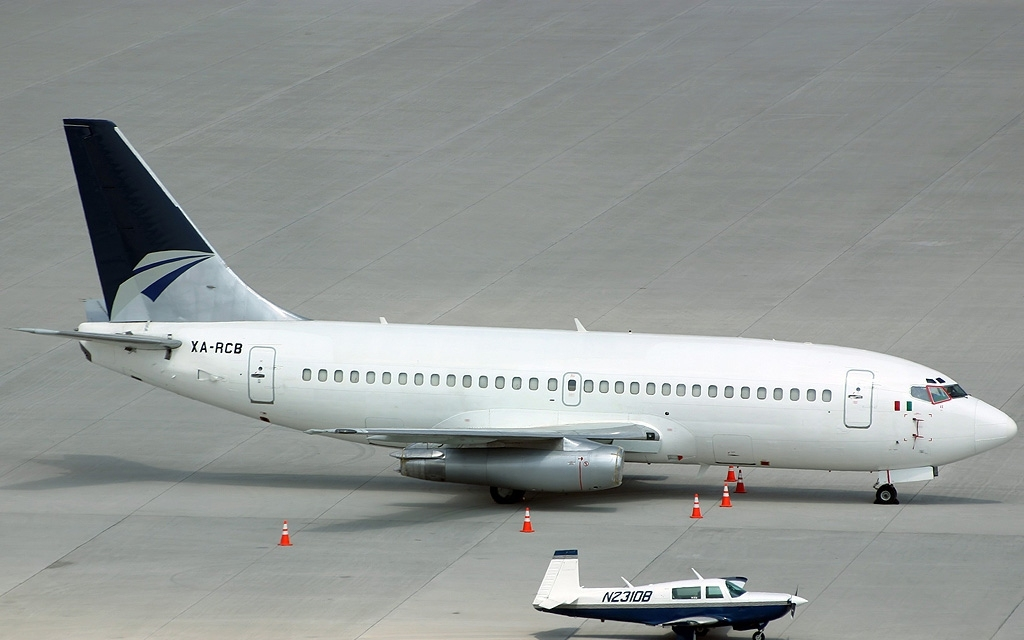
Boeing 737-2T4C Adv. (XA-RCB) de Regional Cargo junto a un Mooney M20J (N2310B) en el Aeropuerto Internacional de Querétaro.

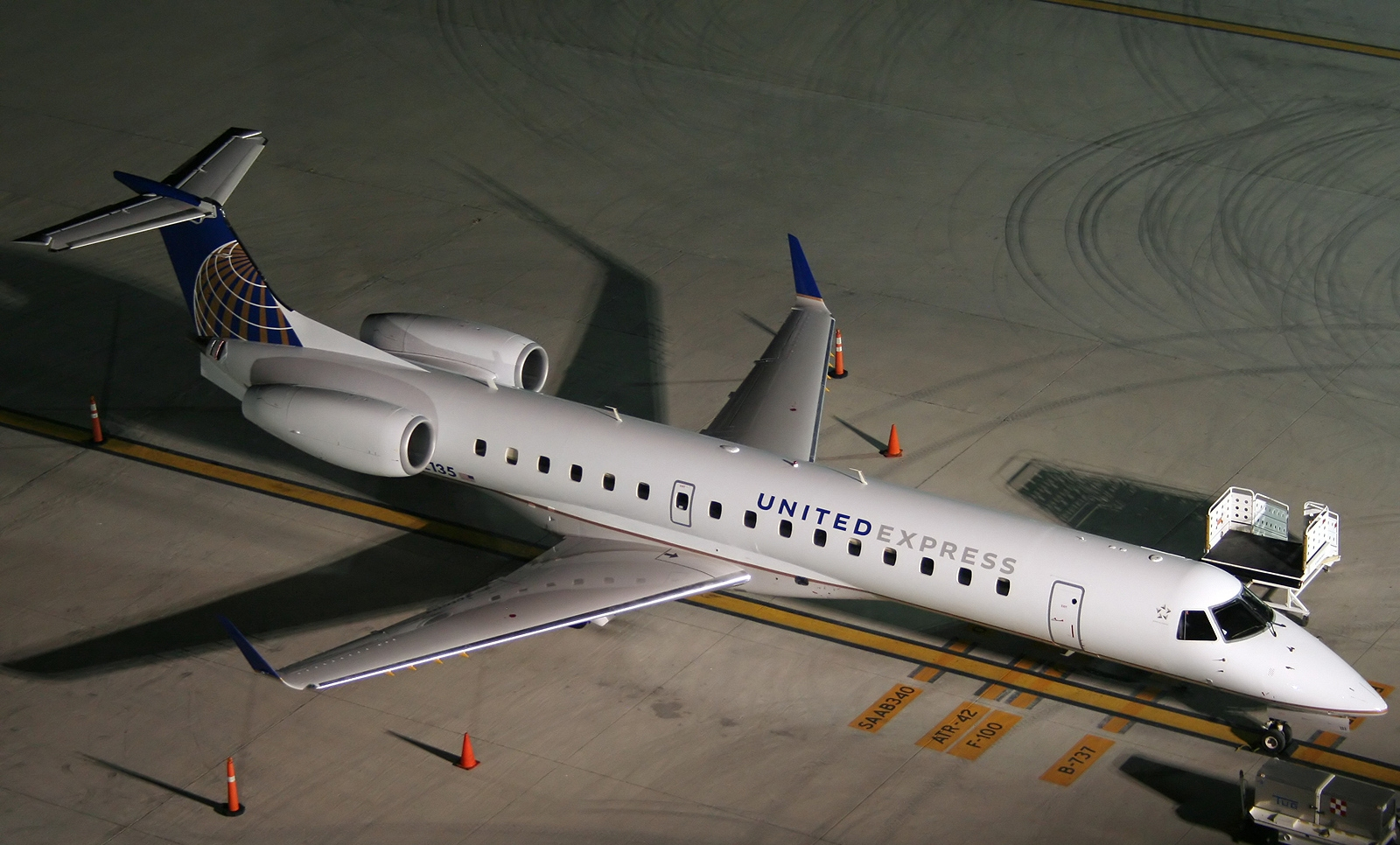
Embraer ERJ-145LR de ExpressJet Airlines operado por United Express (N12135) en plataforma.

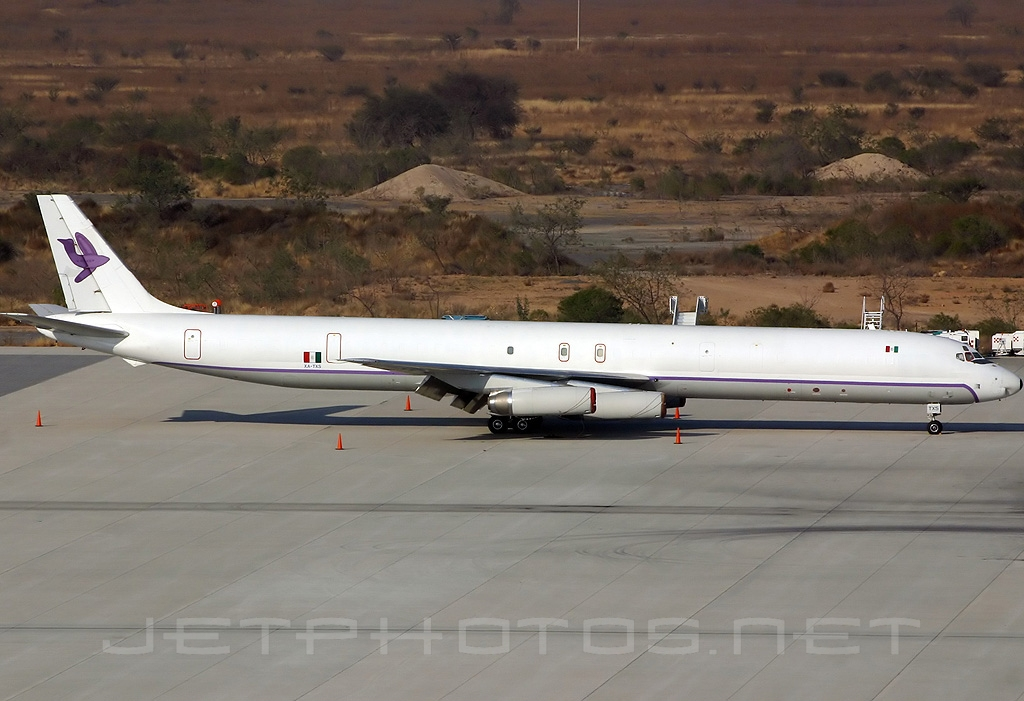
Douglas DC-8-63(F) de Aeropostal Cargo de México (XA-TXS) en plataforma del AIQ

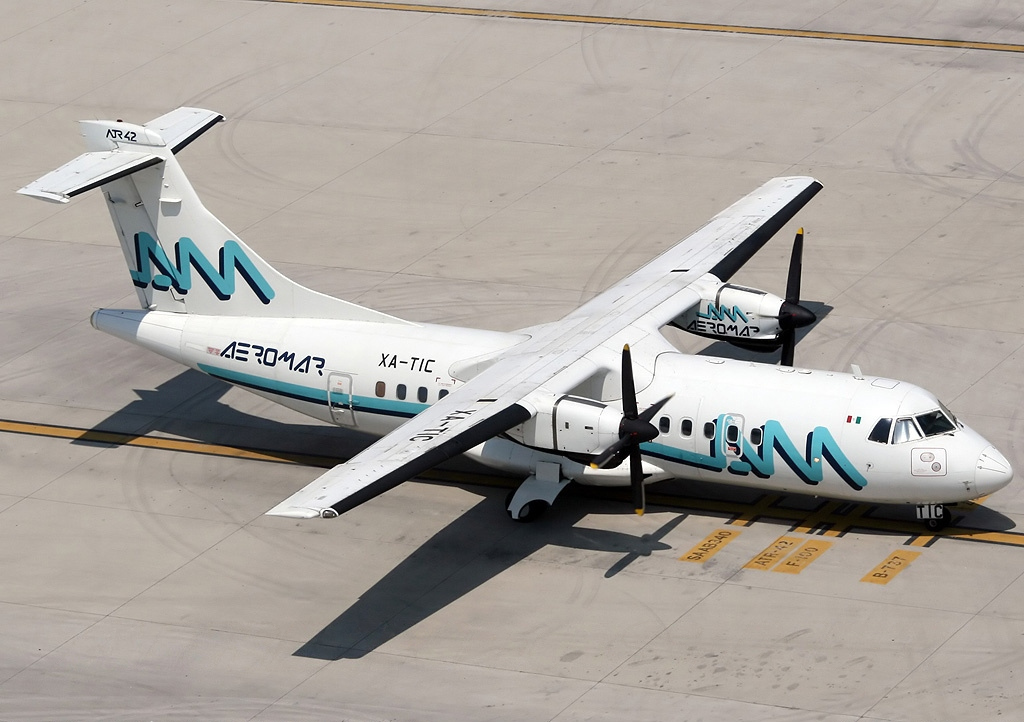
ATR 42-320 de Aeromar (XA-TIC) en el AIQ.

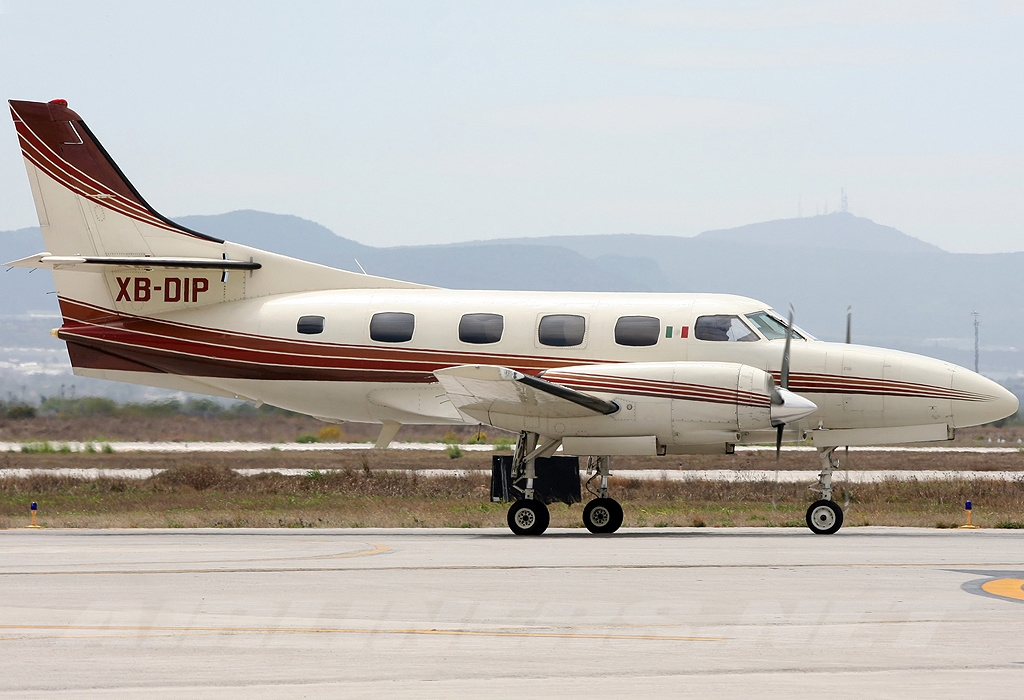
Swearingen SA-226T (B) Merlin IIIB (XB-DIP) en el AIQ.

El  Aeropuerto Internacional de Querétaro (Código IATA: QRO - Código OACI: MMQT - Código DGAC: QET), es un aeropuerto comercial que está localizado en los municipios de Colón y El Marqués, en el Estado de Querétaro, México. Maneja el tráfico aéreo de Zona Metropolitana de Querétaro (ZMQ), además de San Juan del Río, y el Estado de Guanajuato: Celaya, San Miguel de Allende y San José Iturbide. El Aeropuerto Internacional de Querétaro S.A. de C.V. es una sociedad entre la Secretaría de Desarrollo Sustentable del Gobierno del Estado de Querétaro y Aeropuertos y Servicios Auxiliares y forma parte del Sistema Metropolitano de Aeropuertos.
En el periodo 2010-2015 tuvo un crecimiento anual promedio de 34.2 % en tráfico de pasajeros, 21.7 % en carga y 11.8 % en operaciones aéreas convirtiéndolo en uno de los de mayor crecimiento a nivel nacional en las tres áreas.
El 13 de octubre de 2024 la presidenta Claudia Sheinbaum por su visita a Querétaro, inicio trabajos preliminares para el  Tren Ciudad de México-Querétaro, comenzando desde la Estación Buenavista hasta la nueva estación en Querétaro que estará ubicado en las cercanías mismo del aeropuerto; ha comenzado obras de construcción y se espera que el proyecto sea terminado en octubre de 2027.

## Antecedentes
El Aeropuerto Nacional Ingeniero Fernando Espinosa Gutiérrez, inició sus actividades en 1955 como un aeródromo civil, en 1986 el Gobierno del Estado decide ampliarlo y otorgar la concesión para su explotación al organismo paraestatal: Aeropuertos y Servicios Auxiliares. En 1992 ya contaba con una pista de aterrizaje de 1900 m (metros) de largo y 30 m de ancho, así como una plataforma de aviación de 200 m × 75 m (15 000 m²) con edificio terminal y hangares. En ese mismo año comienzan los vuelos comerciales de itinerario fijo con las líneas Aerolitoral y Taesa; para 1993 se incorpora Aeromar con vuelos regulares y por último, en 1997 se declaró Aeropuerto Internacional, llegando en 2003 a 110 000 pasajeros y 11 000 operaciones.
Los preparativos y estudios para la construcción del nuevo Aeropuerto Intercontinental de Querétaro comenzaron en 1999, y el 12 de julio de 2002 se puso en marcha el proceso de construcción. El AIQ inició sus operaciones el 28 de noviembre de 2004, sustituyendo las que se realizaban en el Aeropuerto Ing. Fernando Espinosa Gutiérrez en la capital del estado. Esta nueva terminal atrajo las operaciones comerciales, privadas y de carga, así como parte de su equipo y recursos humanos.

## Ubicación y área de influencia
El Aeropuerto Intercontinental de Querétaro se encuentra a 1910 m s. n. m. (metros sobre el nivel del mar), en los municipios de El Marqués y Colón, a 22 km (kilómetros) de la capital del estado, en una de superficie total de terreno de 688 ha (hectáreas). Ofrece sus instalaciones y servicios a todo el estado de Querétaro y a ciudades cercanas de los estados que lo rodean: México, Guanajuato, Michoacán, Hidalgo, San Luis Potosí y el norte de la Ciudad de México.
Su área de influencia tiene impactos directos significativos para una población de casi 5 000 000 de personas en un radio de 100 km. Asimismo, tiene implicaciones indirectas para 15 000 000 de personas más, en un radio de 200 km.

## Características

### Lado aire
| Característica                             | Pista |
| ------------------------------------------ | --- |
| Material                                   | Concreto hidráulico 40 cm de espesor y 80 de PCN                                                                        |
| Dimensiones                                | longitud de 3500 × 45 m de ancho.                                                                                       |
| Área de seguridad (RESA)                   | 350 m (metros) en cada cabecera, y 7.5 m en cada lado; esto permite recibir sin problema alguno aviones tipo Boeing 747 |
| Superficie de pista                        | 189 000 m² (incluye extremos longitudinales)                                                                            |
| Orientación magnética                      | 09 - 27 |
| Coordenadas                                | 20° 37′ 2.5485″ N y 100° 11′ 8.4133″ W                                                                                  |
| Capacidad                                  | 45 operaciones/hora (maniobras de aterrizaje o despegue)                                                                |
| Ayudas visuales y sistemas de localización | Radiofaro omnidireccional VHF (VOR) Equipo medidor de distancia (DME)                                                   |
| Señalamientos                              | Horizontales y verticales para operaciones diurnas y nocturnas                                                          |

En ocasiones, el área de seguridad (RESA) es contabilizada incorrectamente dentro de la longitud y ancho de pista.
Rodajes
- Superficie de rodajes: 144 900 m²
- Rodaje paralelo
- 8 calles de rodamiento, 6 de ellas de alta velocidad.
- Dos rodajes centrales a 45°, todos con 23 m (metros) de ancho en concreto hidráulico

Plataformas
Cuenta con tres plataformas (comercial, general y de carga) de concreto hidráulico para un total de 47 aeronaves con una superficie de 174 400 m² (metros cuadrados).
| Plataforma                      | Superficie (m²) | N.º Posiciones | Observaciones                                                                |
| ------------------------------- | --------------- | -------------- | ---------------------------------------------------------------------------- |
| Comercial                       | 125 000         | 18             | Nueve de ellas tienen abastecimiento directo de combustible a las aeronaves. |
| De Carga                        | 35 000          | 5              |                                                                              |
| Privada (para aviación general) | 14 400          | 24             | Para aeronaves ejecutivas.                                                   |

Anexos
- Torre de control de 42 m (metros) de altura.
- Espacio para 60 hangares.
- Cuatro plantas de emergencia.
- Suministro para turbosina dispone de 2 camiones cisterna: uno de 20 000 L (litros) con bombeo de 900 L/min. (litros por minuto), y otro de 12 000 L con bombeo de 600 L/min.
- Una planta de combustibles con capacidad para 820 000 L de turbosina y 60 000 L de gasoavión.
- Cuerpo de Rescate y Extinción de Incendios, Categoría VII, en alerta permanente.

### Lado tierra
Edificio de la terminal
- Superficie: 1383 m².
- Capacidad: 400 pasajeros/hora.
- 12 mostradores para líneas aéreas.
- Equipado con básculas y bandas para equipaje.[11]

Seguridad
- Equipos de rayos X, arco detector de metales, detectores de explosivos y portátiles.
- Unidad canina en búsqueda de drogas y explosivos.

Servicios
| Giro         | Servicio                                                      |
| ------------ | ------------------------------------------------------------- |
|              | Internet inalámbrico gratuito                                 |
| Dinero       | Casa de cambio Cajero automático                              |
| Vehículos    | Taxis locales Renta de autos Estacionamiento (por hora o día) |
| Alimentación | Restaurante Cafetería Sala vip The Lounge                     |
| Tienda       | de conveniencia de artesanías queretanas (DIF)                |

## Aerolíneas y destinos

### Pasajeros
| Destinos por aerolínea                                                                                            | Destinos por aerolínea                                                                                          | Destinos por aerolínea | Destinos por aerolínea |
| Aerolínea | Destinos |                        |                        |
| --- | --- | ---------------------- | ---------------------- |
| Aeroméxico | Ciudad de México                                                                                                |                        |                        |
| Aeroméxico Connect                                                                                                | Atlanta, Ciudad de México, Detroit                                                                              |                        |                        |
| American Airlines                                                                                                 | Dallas/Fort Worth Estacional: Chicago-O'Hare (inicia el 18 de diciembre de 2025)                                |                        |                        |
| Iberojet | Madrid (inicia el 28 de octubre de 2025)                                                                        |                        |                        |
| Magnicharters | Estacional: Cancún                                                                                              |                        |                        |
| TAR México | Chihuahua, Ciudad Juárez, La Paz, Mazatlán, Torreón/Gómez Palacio                                               |                        |                        |
| United Airlines                                                                                                   | Houston-Intercontinental                                                                                        |                        |                        |
| United Express | Houston-Intercontinental                                                                                        |                        |                        |
| Viva | Cancún, Dallas/Fort Worth, Houston-Intercontinental, Mérida, Monterrey, San Antonio, San José del Cabo, Tijuana |                        |                        |
| Volaris | Cancún, Chicago-O'Hare, Ixtapa/Zihuatanejo, Los Ángeles, Monterrey, Puerto Vallarta, Tijuana                    |                        |                        |
| Total: 21 destinos (13 nacionales, 8 internacionales), 9 aerolíneas (6 nacionales, 4 internacionales), 3 alianzas | |                        |                        |

### Carga
| Aerolínea             | Destino                     | Ref.          |
| --------------------- | --------------------------- | ------------- |
| Aeronaves TSM         | Laredo                      |               |
| Aerounión             | Los Ángeles                 | [ 16 ]        |
| Air Atlanta Icelandic | Hahn, Greenville            |               |
| Cargojet              | Dallas/Fort Worth, Hamilton |               |
| DHL Aviation          | Cincinnati, Guadalajara     | [ 17 ]        |
| FedEx Express         | Memphis                     | [ 17 ]        |
| TUM AeroCarga         | Toluca                      | [ 18 ] [ 19 ] |
| UPS Airlines          | Louisville                  | [ 20 ]        |

### Destinos nacionales
Se brinda servicio a 13 ciudades dentro del país a cargo de 6 aerolíneas. Los destinos de Aeroméxico también son operados por Aeroméxico Connect. 
| Cancún (CUN)             |   | • | • |   | • |   | 3  |
| Chihuahua (CUU)          | • |   |   |   |   |   | 1  |
| Ciudad de México (MEX)   |   |   |   | • |   |   | 1  |
| Ciudad Juárez (CJS)      | • |   |   |   |   |   | 1  |
| Ixtapa-Zihuatanejo (ZIH) |   | • |   |   |   |   | 1  |
| La Paz (LAP)             | • |   |   |   |   |   | 1  |
| Mazatlán (MZT)           | • |   |   |   |   |   | 1  |
| Mérida (MID)             |   |   | • |   |   |   | 1  |
| Monterrey (MTY)          |   | • | • |   |   |   | 2  |
| Puerto Vallarta (PVR)    |   | • |   |   |   |   | 1  |
| San José del Cabo (SJD)  |   |   | • |   |   |   | 1  |
| Tijuana (TIJ)            |   | • | • |   |   |   | 2  |
| Torreón (TRC)            | • |   |   |   |   |   | 1  |
| Total                    | 5 | 5 | 5 | 1 | 1 | 0 | 13 |

### Destinos internacionales
Se brinda servicio a 7 ciudades extranjeras en Estados Unidos y 1 en España, a cargo de 6 aerolíneas.
| Atlanta (Georgia)                         | Aeropuerto Internacional Hartsfield-Jackson   | Aeroméxico Connect                                                           |
| Chicago (Illinois)                        | Aeropuerto Internacional O'Hare               | American Airlines (Estacional) (inicia el 18 de diciembre de 2025) / Volaris |
| Dallas (Texas)                            | Aeropuerto Internacional de Dallas-Fort Worth | American Airlines / Viva                                                     |
| Detroit (Míchigan)                        | Aeropuerto Internacional de Detroit           | Aeroméxico Connect                                                           |
| Houston (Texas)                           | Aeropuerto Intercontinental George Bush       | United Airlines / United Express / Viva                                      |
| Los Ángeles (California)                  | Aeropuerto Internacional de Los Ángeles       | Volaris                                                                      |
| San Antonio (Texas)                       | Aeropuerto Internacional de San Antonio       | Viva                                                                         |
| Madrid, España                            | Aeropuerto Adolfo Suárez Madrid-Barajas       | Iberojet (inicia el 28 de octubre de 2025)                                   |
| Total: 8 destinos, 2 países, 6 aerolíneas |                                               |                                                                              |

### Cronología de vuelos

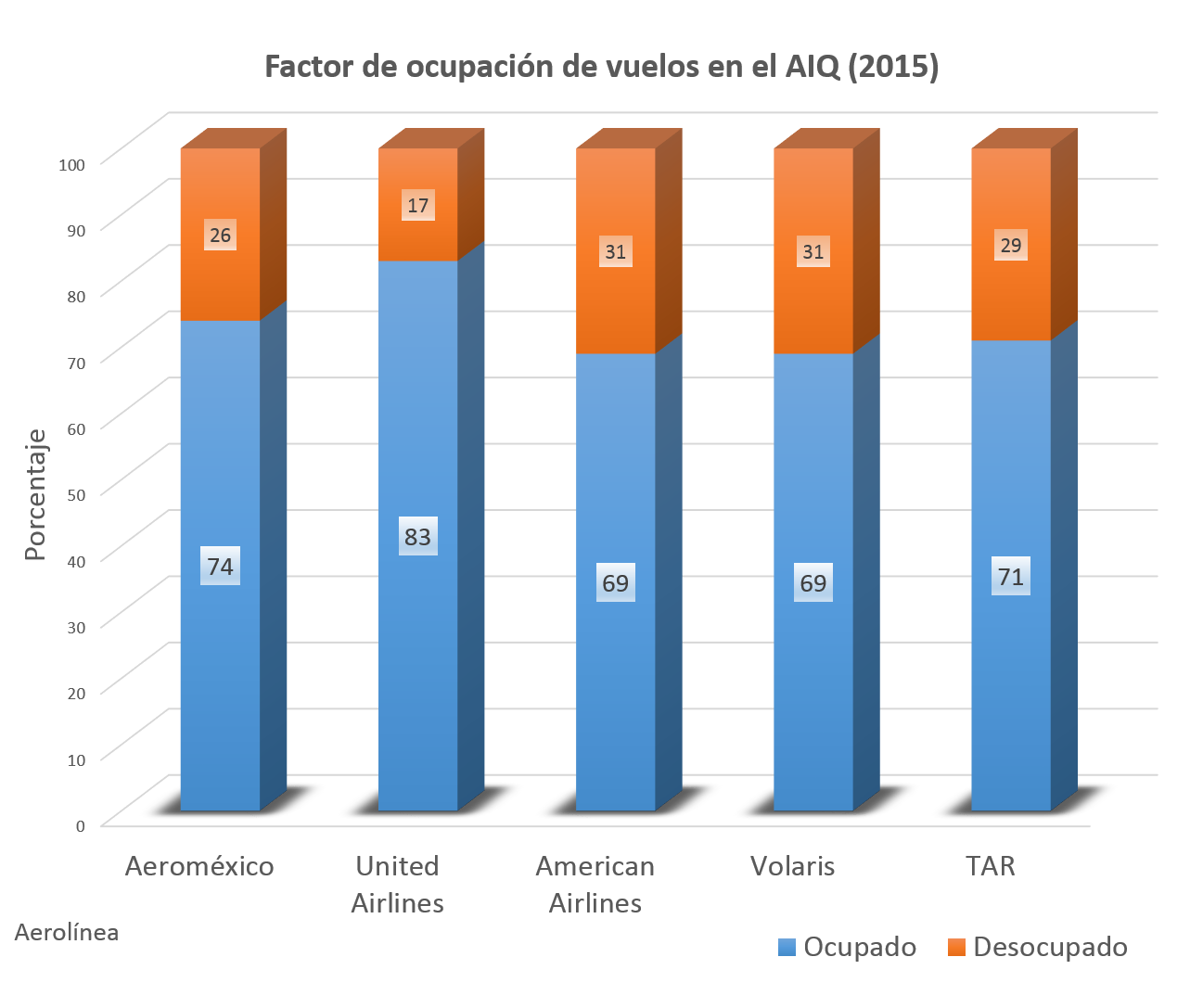
Gráfica que describe el factor de ocupación de los vuelos del Aeropuerto Intercontinental de Querétaro por aerolínea (2015)

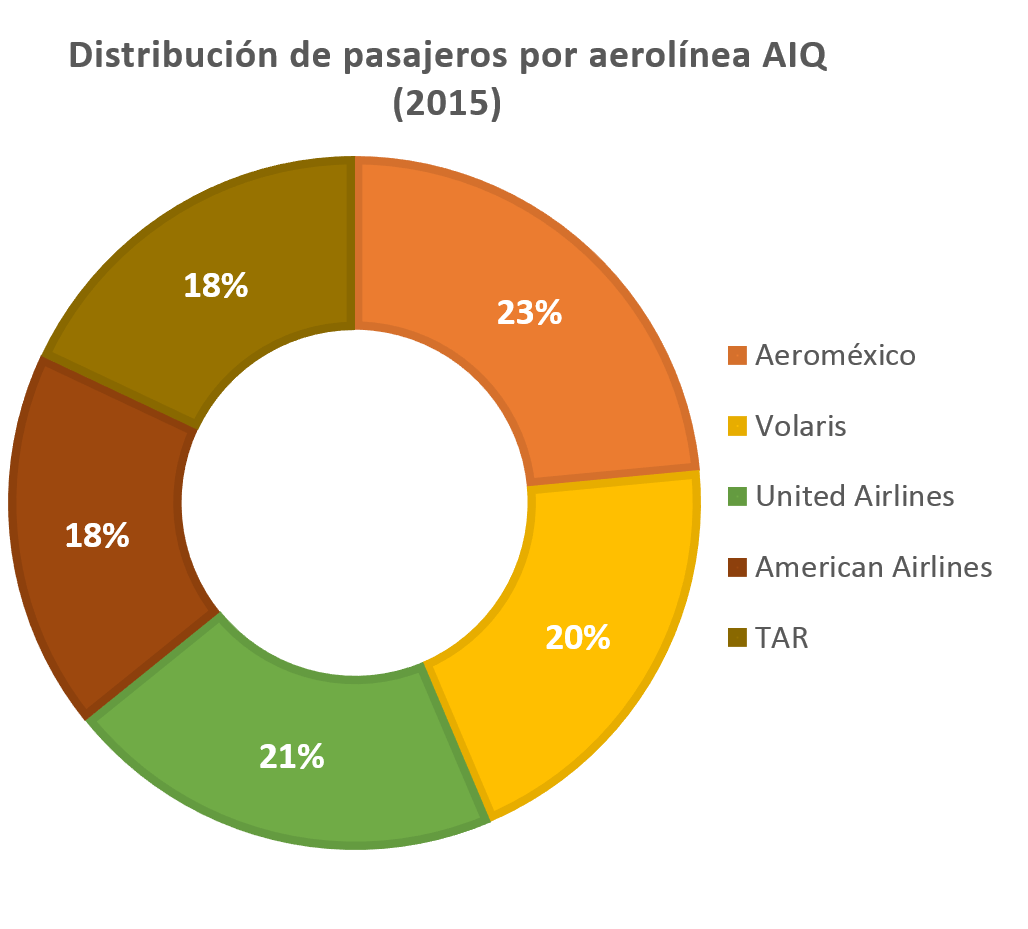
Gráfica que describe la distribución de los pasajeros por aerolínea del Aeropuerto Intercontinental de Querétaro por aerolínea (2015)

En los destinos nacionales 2016 operaron cuatro aerolíneas en el AIQ, tres son mexicanas (Aeroméxico, Volaris y TAR) Las aerolíneas mexicanas atendían diez destinos: Monterrey, Cancún, Tijuana, Ciudad de México, Guadalajara, Puerto Vallarta, Zihuatanejo, Acapulco, Tampico y Durango. En noviembre de 2016 se agregaron los destinos de Torreón y Chihuahua debido a un vuelo operado por la aerolínea TAR. En junio de 2017 regresó la aerolínea Viva con destino a Cancún y en diciembre del mismo a año regresa con vuelos estacionales a Monterrey.
En cuanto a los destinos internacionales de marzo de 2015 a marzo de 2017 American Airlines ofreció vuelos de Querétaro a Dallas-Fort Worth a través de American Eagle (vía Mesa Airlines) con un Bombardier CRJ900.
En 2016 operó una aerolínea estadounidense (Mesa Airlines) con dos marcas: American Eagle de American Airlines para viajar a Dallas/Fort Worth y la marca United Express de United Airlines para viajar a Houston Tx. A partir del 5 de marzo de 2017 Envoy sustituyó a Mesa Airlines cambiando el CRJ900 por un nuevo Embraer 175. En mayo de 2017 se agregaron dos internacionales a Los Ángeles y Chicago-Midway cubiertos por Volaris, pero Los Ángeles finalizó el 28 de marzo de 2018 y Chicago-Midway fue sustituido por Chicago-O'Hare a partir de junio de 2019.

## Estadísticas

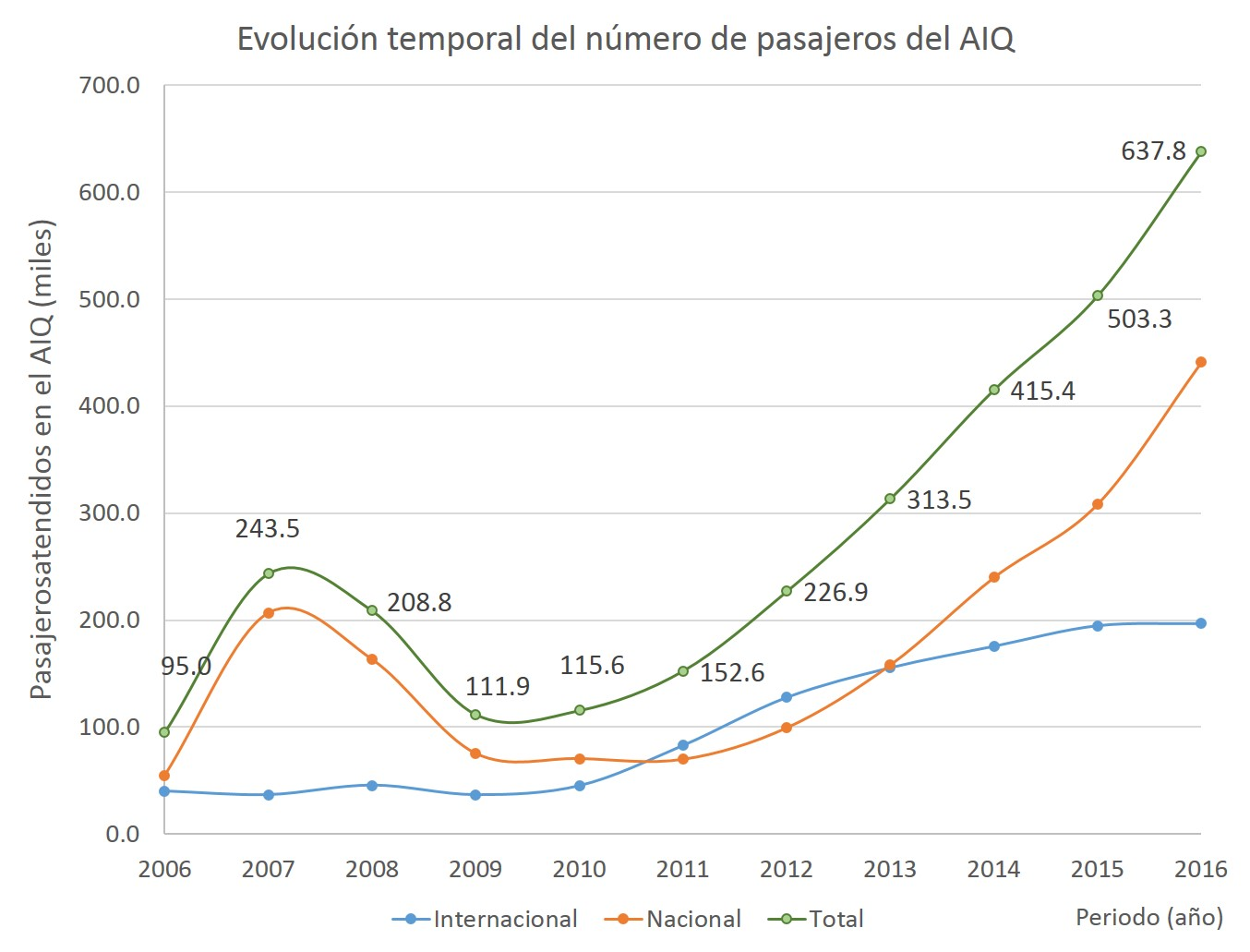
Evolución temporal de los pasajeros en el AIQ periodo 2006 - 2016

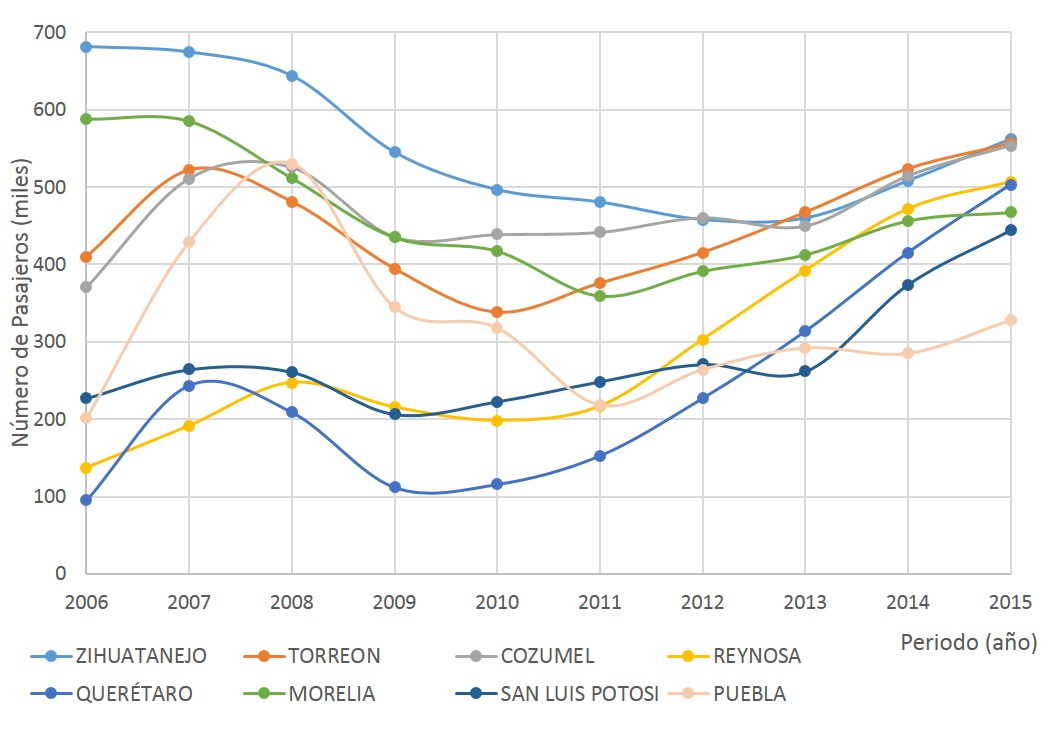
Comparación de la evolución del AIQ respecto a otros similares. Periodo 2006-2015

### Operaciones del aeropuerto
| Año  | Operaciones totales | % cambio | Puesto en México |
| ---- | ------------------- | -------- | ---------------- |
| 2009 | 13 330              | —        | 27°              |
| 2010 | 16 655              | 24.94%   | 23°              |
| 2011 | 18 934              | 13.68%   | 19°              |
| 2012 | 25 490              | 34.63%   | 13°              |
| 2013 | 25 066              | -1.66%   | 13°              |
| 2014 | 29 571              | 17.97%   | 10°              |
| 2015 | 29 053              | -1.75%   | 13°              |
| 2016 | 33 178              | 14.20%   | 13°              |
| 2017 | 40 140              | 21.0%    | 11°              |
| 2018 | 47 967              | 19.50%   | 9°               |
| 2019 | 54 698              | 14.03%   | 7°               |
| 2020 | 38 350              | 29.89%   | 7°               |
| 2021 | 48 092              | 25.40%   | 9°               |
| 2022 | 49 410              | 2.74%    | 10°              |
| 2023 | 51 427              | 4.08%    | 10°              |
| 2024 | 53 061              | 3.18%    | 11°              |

Nota
1. ↑  El número de operaciones corresponde a la suma de despegues y aterrizajes en el año. El porcentaje de crecimiento se obtuvo comparando este dato con el correspondiente del año anterior.

### Pasajeros transportados
| Año  | Pasajeros Nacionales | Pasajeros Intern. | Pasajeros totales DGAC AIQ | % cambio | Puesto en México | Aeropuerto superado                                                     |
| ---- | -------------------- | ----------------- | -------------------------- | -------- | ---------------- | ----------------------------------------------------------------------- |
| 2010 | 70 579               | 45 064            | 115 622                    | —        | 41.º             |                                                                         |
| 2011 | 69 827               | 82 741            | 152 568-152 614            | 31.95 %  | 40.º             | Minatitlán                                                              |
| 2012 | 99 275               | 127 633           | 226 908-227 034            | 48.72 %  | 36.º             | Los Mochis, Tapachula, Ciudad Obregón y Manzanillo                      |
| 2013 | 158 040              | 155 469           | 313 509-314 573            | 38.16 %  | 32.º             | Durango, Puebla, San Luis Potosí y Zacatecas                            |
| 2014 | 239 823              | 175 568           | 415 391-417 337            | 32.50 %  | 32.º             | Sin cambios                                                             |
| 2015 | 308 455              | 194 821           | 503 276-508 975            | 21.16 %  | 31.º             | Morelia                                                                 |
| 2016 | 440 925              | 196 827           | 637 752-643 920            | 26.72 %  | 27.º             | Ciudad del Carmen, Reynosa, Cozumel y Zihuatanejo                       |
| 2017 | 571 844              | 235 384           | 807 228                    | 26.6 %   | 20°              | Huatulco, Toluca, Mexicali, Aguascalientes, Tampico, Acapulco y Torreón |
| 2018 | 719 811              | 304 212           | 1 024 023                  | 26.86 %  | 19°              | La Paz                                                                  |
| 2019 | 825 618              | 349 382           | 1 175 000                  | 14.74 %  | 19°              | -                                                                       |
| 2020 | 376 628              | 129 512           | 506 140                    | 56.92 %  | 22°              | -                                                                       |
| 2021 | 568 426              | 249 365           | 817 791                    | 61.57 %  | 22°              | -                                                                       |
| 2022 | 805 628              | 345 974           | 1 151 602                  | 40.82 %  | 21°              | La Paz                                                                  |
| 2023 | 1 350 477            | 416 899           | 1 767 376                  | 50.4 %   | 16°              | Oaxaca, Veracruz, Mazatlán, Mexicali, Villahermosa, y Morelia           |
| 2024 | 1 387 529            | 688 386           | 2 075 915                  | 17.5 %   | 14°              | Chihuahua, y Tuxtla Gutiérrez                                           |

Notas1. 
2. 

Se observa en la gráfica que entre 2011 y 2015 presenta un crecimiento lineal de 88 990 pasajeros por año. En la última década (de 2006 a 2015), el AIQ ha aumentado más de cinco veces el número de pasajeros atendidos (de 95 000 a 500 000).
En el periodo 2010-2016, el crecimiento del AIQ en cuanto a número de pasajeros ha sido muy notorio. La tabla registra el avance de 14 posiciones
(Los aeropuertos de Colima, Tepic y Uruapan los había superado con anterioridad). Para 2017 si mantiene el crecimiento de 2015-2016 se prevé que transportaría entre 770 000 y 808 000 pasajeros, con lo que superaría al aeropuerto de Torreón ( 000-752 000 pasajeros).

### Carga transportada
En 2006 se inició la construcción de la Terminal de Carga Aérea, única en México ya que contará con un área especializada en Carga Nacional, además de prestar los servicios de Recinto Especializado y Aduana. El movimiento de carga en el IAQ se incrementó un 50.5 % con respecto al 2005.
En octubre de 2007 iniciaron sus operaciones dos aerolíneas de carga: Regional Cargo, aerolínea con base en Querétaro y BAX Global, filial de la consolidadora de carga Schenker. Registrándose a partir de esa fecha un incremento notable en el movimiento de carga pura. La primera aerolínea, posee un avión ATR 42 y un Boeing 737-200C. La aerolínea BAX Global tenía como destino la ciudad de Toledo, Ohio y fue la primera línea aérea de carga internacional que operó desde el Aeropuerto Intercontinental de Querétaro.
Tras su salida, FedEx inició operaciones en octubre de 2011, con un vuelo regular con destino a su Hub Mundial en Memphis, Tennessee utilizando un avión Boeing 727 con 22 toneladas de capacidad, que tras la alta demanda y el éxito de este vuelo, se hizo el aumento a un avión de mayor capacidad, un Boeing 757.
Así mismo tiempo DHL inició operaciones de exportación e importación el 13 de septiembre de 2012 con un avión Boeing 767 de ABX Air con capacidad de 42 toneladas, con la ruta Querétaro-Guadalajara-Cincinnati y según su director para México, Querétaro es el HUB más moderno de América Latina y está a la altura de los ubicados en Shanghái y Leipzig.
Adicionalmente, la empresa de aviación Aeronaves TSM (con sede en Saltillo) tiene su hangar de mantenimiento en las instalaciones del aeropuerto.

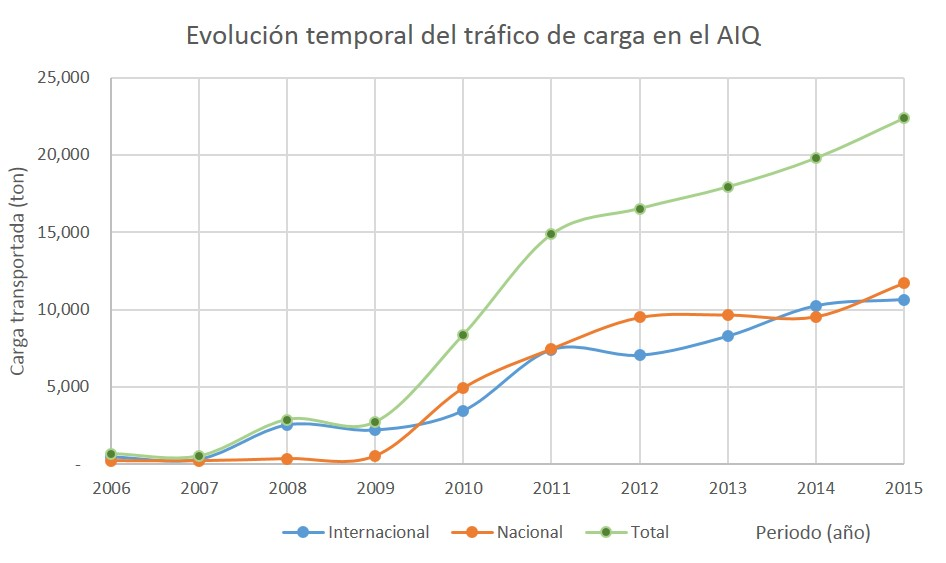
Evolución temporal de los pasajeros en el AIQ periodo 2006 - 2015

| Año  | Toneladas movilizadas | % cambio | Puesto en México |
| ---- | --------------------- | -------- | ---------------- |
| 2010 | 8 384                 | —        | 7°               |
| 2011 | 14 858                | 77.2%    | 7°               |
| 2012 | 16 527                | 11.2%    | 6°               |
| 2013 | 17 924                | 8.5%     | 6°               |
| 2014 | 19 779                | 10.3%    | 6°               |
| 2015 | 22 355                | 13.0%    | 6°               |
| 2016 | 24 739                | 10.67%   | 5°               |
| 2017 | 35 767                | 44.6%    | 4°               |
| 2018 | 53 289                | 48.99%   | 4°               |
| 2019 | 50 813                | 4.65%    | 4°               |
| 2020 | 45 144                | 11.16%   | 4°               |
| 2021 | 64 888                | 43.73%   | 4°               |
| 2022 | 72 847                | 12.27%   | 4°               |
| 2023 | 79 824                | 9.58%    | 4°               |
| 2024 | 77 391                | 3.00%    | 5°               |

### Rutas más transitadas
| Número | Ciudad                                 | Pasajeros | Ranking     | Aerolínea                     |
| ------ | -------------------------------------- | --------- | ----------- | ----------------------------- |
| 1      | Monterrey, Nuevo León                  | 228,364   | 1           | Aeroméxico Connect, TAR, Viva |
| 2      | Cancún, Quintana Roo                   | 145,473   | 1           | Viva, Volaris, Magnicharters, |
| 3      | Ciudad de México                       | 86,569    | Sin cambios | Aeroméxico                    |
| 4      | Tijuana, Baja California               | 73,247    | Sin cambios | Volaris                       |
| 5      | Puerto Vallarta, Jalisco               | 50,507    | Sin cambios | TAR, Volaris                  |
| 6      | San José del Cabo, Baja California Sur | 39,677    |             | Viva, Volaris                 |
| 7      | Mérida, Yucatán                        | 33,443    |             | Viva                          |
| 8      | Ixtapa-Zihuatanejo, Guerrero           | 16,557    |             | Volaris                       |
| 9      | Mazatlán, Sinaloa                      | 4,431     | 2           | TAR                           |
| 10     | Torreón, Coahuila                      | 4,302     | 4           | TAR                           |

| Número | Ciudad             | Pasajeros | Ranking | Aerolínea                             |
| ------ | ------------------ | --------- | ------- | ------------------------------------- |
| 1      | Dallas, Texas      | 139,332   |         | American Airlines, Viva               |
| 2      | Houston, Texas     | 132,912   |         | United Airlines, United Express, Viva |
| 3      | Detroit, Michigan  | 17,563    |         | Aeroméxico Connect                    |
| 4      | San Antonio, Texas | 13,594    |         | Viva                                  |
| 5      | Chicago, Illinois  | 12,495    |         | Volaris                               |
| 6      | Atlanta, Georgia   | 11,552    |         | Aeroméxico Connect                    |

## Logros y retos

### Certificaciones
El AIQ es uno de los 25 aeropuertos mexicanos que cuentan con certificación de seguridad por parte de la Dirección de Aeronáutica Civil (DGAC). Fue el primer aeropuerto en obtenerla en 2009 y la ha renovado dos veces 2013 y 2016. Tiene duración de tres años.
Autorizaciones para recibir aviones Boeing 747 y Airbus 380
| Fecha              | Aeronave        | Tipo      | Observación                                                              | Ref.          |
| ------------------ | --------------- | --------- | ------------------------------------------------------------------------ | ------------- |
| Agosto de 2011     | Boeing 747-200  | Carga     | Primero del tipo 747 que aterriza en Querétaro proveniente de Nueva York | [ 31 ]        |
| Marzo de 2014      | Boeing 747-400  | Carga     | Peso bruto: 350 toneladas                                                | [ 32 ]        |
| Junio de 2014      | Boeing 747-8F   | Carga     | Alcance máximo de 8000 km y carga máxima de 139 toneladas                | [ 33 ]        |
| Octubre de 2014    | Boeing 747-800  | Carga     | Avión comercial carguero más grande del mundo (400 toneladas de carga)   | [ 34 ] [ 35 ] |
| Septiembre de 2015 | Airbus A380-800 | Pasajeros | Avión comercial más grande del mundo                                     | [ 36 ] [ 37 ] |

### Falta de transparencia
El aeropuerto actualmente muestra una opacidad importante pues incumple con la ley de transparencia en más de veinte fracciones de su art. 66. Esto le ha generado cuatro denuncias ante la Comisión de transparencia y acceso a la información pública.
- 17 fracciones son por no presentar información alguna:

VII (tabuladores de remuneraciones), VIII (gastos de representación y viáticos), XI (versión pública de declaraciones patrimoniales), XII (domicilio y dirección electrónica de la unidad de Transparencia), XIV (Programas de subsidios, estímulos y apoyos), XV (Condiciones generales de trabajo), XVI (Información curricular), XVII (Listado de servidores públicos con sanciones administrativas definitivas), XVIII (Servicios que ofrecen), XIX (Trámites que ofrecen, requisitos y formatos) XXI, XXII, XXV, XXIX, XXXIII, XXXV, XXXVIII, y más.
- Dos fracciones (IV y XXVI) por presentar un formato en blanco
- Dos fracciones XXIV y XXVIII por presentar un documento con un renglón donde los hipervínculos a la información no funcionan.
- fracción II Por no presentar un organigrama, la lista que presenta no muestra la jerarquía del puesto, las atribuciones ni las responsabilidades de los puestos ni la vinculación entre éstas y el área correspondiente.
- fracción III Por no presentar un programa de trabajo, no establecer metas y objetivos claros. Presenta escuetos (4 renglones), sin fundamento y sin apego a la realidad del aeropuerto.
- fracción V Porque los indicadores de resultados que presenta no son nada claros ni están fundamentados. Parecen ser objetivos y no resultados.

### Tarifa del Uso Aeroportuario (TUA)
El aeropuerto de Querétaro (como es usual) cobra el servicio por uso del aeropuerto a través de los boletos vendidos por las aerolíneas. En 2017 tiene un costo reportado de $187.92 más IVA ($217.99). Sin embargo, las aerolíneas cobran un precio distinto: Volaris y Aeroméxico cobran $234.00; TAR cobra $240.65; y Viva Aerobus cobra los $217.99 más $53.99 de “otros impuestos”. Aun así, mantiene bajo su precio en comparación con otros aeropuertos (Torreón: $444.28; Monterrey: $371.49; Ixtapa: $366.28; Toluca: $278.88; o Chihuahua: $404.93.

## Parque Aeroespacial
En 2007 se inició la construcción del Parque Aeroespacial de Querétaro en 80 hectáreas que albergará, entre otras, a Bombardier Aerospace, empresa dedicada a la fabricación de aviones y componentes incluyendo el Parque Aeroespacial de Proveedores. Además se contempla la construcción del Centro de Formación Aeroespacial, donde se prepararán especialistas para toda Latinoamérica.
Cuenta con una sección aduanera autorizada. Gracias a la infraestructura de sus vías de comunicación, la distribución es sumamente ágil. Su privilegiada ubicación es un detonador para el comercio, en una zona de pujante economía con millones de consumidores potenciales. Todo lo anterior permite que los costos de distribución de carga sean muy atractivos.

## Capacidad y planes de crecimiento
- La terminal de pasajeros del AIQ se construyó en 2002 sobre una área de 1800 m² con capacidad máxima de 366 mil pasajeros anuales (361 pasajeros para llegar a un espacio mínimo de 5 m²/pasajero en hora crítica) con 14 mostradores y 120 cajones de estacionamiento. En 2004 se realizó el Plan Maestro del AIQ e inició operaciones.[44]
- En 2007 ya transportaba a 243 mil pasajeros con 13 mostradores ocupados (6.9 m²/pasajero) por lo que se realizó un proyecto de ampliación del aeropuerto para llevarlo a un área de 4200 m² con capacidad proyectada máxima de 840 000 pasajeros (843 pasajeros para llegar a un espacio mínimo de 5 m²/pasajero en hora crítica) y 26 mostradores. Se invirtieron 60 millones de pesos (75 %-25 % en la sociedad gobierno del estado-ASA) y se ejecutó la obra entre enero y agosto de 2009.[45][46]
- En 2013, debido al crecimiento mayor al esperado (proyectado: 5 %; real: entre 15 y 20 %) se reajustó el Plan Maestro en el que se contempla una nueva terminal de pasajeros para 2015-2016.[47][48] En julio de 2013, el secretario de desarrollo sustentable (SEDESU) indicó que el AIQ estaba cerca del borde de su capacidad y que, mientras se construía la nueva terminal de pasajeros, invertirían 17 000 000 de pesos para remodelar y ampliar la actual. También precisó que en su administración se realizaría el proyecto ejecutivo, pero la construcción correspondería a la administración 2015-2021.[49]
- Para julio de 2014, el AIQ informó que continuaba el proyecto para la segunda terminal de pasajeros financiada por ASA. Que la capacidad real del aeropuerto era de 570 000 pasajeros, que se adecuaron algunas áreas y que se entregaría el proyecto y la construcción iniciada para terminar a principios de 2016.[50] En julio de 2015, el gobernador saliente Calzada Rovirosa aseguró que dejaría listo el proyecto estratégico para la ampliación del aeropuerto.[51] En septiembre de ese año, terminaron el proyecto e indicaron que correspondería al siguiente gobierno la gestión de recursos y su construcción.[48] Con la expansión, la terminal tendrá capacidad para 1 100 000 pasajeros y una superficie de 10 100 m², generará toda la energía necesaria para su operación, captará toda el agua de lluvia, y logrará ser el primer edificio en México con certificación LEED Platino de sustentabilidad y alta eficiencia energética. El proyecto costó cerca de 1 000 000 de dólares[52]
- En diciembre de 2015, el nuevo titular de la SEDESU, Marco del Prete, informó que el proyecto de la nueva terminal comenzaría en 2017 con una inversión cercana a 400 000 000 de pesos, e indicó que la capacidad instalada del aeropuerto llegaba a 700 000 pasajeros.[53] Sin embargo, en agosto de 2016, él mismo dijo que aún no contaban con recursos para su construcción, y que están analizando solicitar un financiamiento o realizar una inversión directa, aunque ahora sería de 500 000 000 de pesos. Mientras tanto, dijo que analizaban adecuaciones para agilizar el flujo de pasajeros y alargar la vida útil del mismo.[54] Para octubre de 2016, el director del AIQ, Jesús Arredondo, destacó que el aeropuerto es una empresa de éxito, pues tendrá un incremento en los ingresos de alrededor de 155 000 000 de pesos, y se podrá construir la terminal prevista para 2018.[55]

## Accidentes e incidentes aéreos
- El 2 de junio de 2015 una aeronave Swearingen SA226-TC Metro II con matrícula XA-UKP operada por Aeronaves TSM se estrelló 11 km al suroeste del Aeropuerto de Querétaro, a un costado de la autopista 57 durante un vuelo local de mantenimiento. La nave quedó destruida por las llamas y las cinco personas (incluidos los dos pilotos) fallecieron.[56][57]

- El 30 de enero de 2016 fue robada la aeronave Rockwell Sabreliner 80 con matrícula N380CF, dicha aeronave despegó del Aeropuerto de Celaya sin plan de vuelo y sin contactar a la torre del mismo. La aeronave aterrizó en el Aeropuerto de Querétaro aparentemente sin problemas, por lo que se le instruyó ir a plataforma, sin embargo la aeronave siguió rodando hasta salirse de la pista. La aeronave presentó daños en el frente y la parte inferior. La tripulación logró escapar del lugar del siniestro.[58][59][60]

- El 29 de agosto de 2016 una aeronave Hawker beechcraft 4000 con matrícula N826GA perdió un neumático al despegar del AIQ por lo que tuvo que quemar combustible sobrevolando el aeropuerto durante aproximadamente dos horas, posteriormente la aeronave aterrizó de emergencia sin dejar heridos.[61][62]

- El 15 de marzo de 2018 una aeronave Cessna 150K Aerobat con matrícula XB-JKD de la Escuela de Vuelo AVOLO sufrió un fallo de motor mientras cubría su ruta entre el Aeropuerto de Celaya y el Aeropuerto de Querétaro, obligando a los ocupantes a realizar un aterrizaje forzoso en un campo de cultivo cerca de Apaseo el Grande. Los 2 tripulantes resultaron heridos.[63][64]

- El 7 de agosto de 2018 una aeronave Dassault Falcon 20D con matrícula N961AA que operaba el vuelo 7401 de 	Alliance Air Charter entre el Aeropuerto de Querétaro y el Aeropuerto Denton Enterprise fue desviado al Aeropuerto de San Luis Potosí debido a problemas de motor, sin embargo la aeronave no logró llegar a este último por lo que hizo un aterrizaje forzoso cerca del poblado de Peñasco. Los dos miembros de la tripulación resultaron heridos.[65][66]

- El 28 de junio de 2019 una aeronave Cessna 185 con matrícula XB-NZI tuvo problemas de motor momentos después de despegar del Aeropuerto de Querétaro con rumbo al Aeródromo de La Piedad, por lo que el piloto hizo un aterrizaje forzoso en un campo cerca del aeropuerto, volcando la aeronave al tocar tierra. Las dos personas a bordo sobrevivieron.[67][68]

- El 22 de octubre de 2019 una aeronave Cessna 206 Stationair con matrícula XB-JWU que realizaba un vuelo privado entre el Aeropuerto de Los Mochis y el Aeropuerto de Querétaro, sufrió una falla mecánica durante su fase de crucero, obligándolo a realizar un aterrizaje forzoso en el municipio de Mezquital, Durango, resultando el piloto y los 4 pasajeros con heridas menores.[69][70]

- El 1 de abril de 2021 una aeronave Cessna 182Q Skylane con matrícula C-GBQA que operaba un vuelo privado entre el Aeropuerto de Querétaro y el Aeropuerto de McAllen-Miller se precipitó a tierra poco tiempo después de despegar, impactando terreno cerca de Pinal de Amoles, destruyendo la aeroave y matando al piloto.[71][72]

- El 11 de abril de 2021 una aeronave Piper PA-34-200T Seneca II con matrícula XB-FHY que operaba un vuelo privado entre el Aeropuerto del Bajío y el Aeropuerto de Querétaro sufrió un colapso del tren de aterrizaje tras aterrizar en su destino, haciendo cerrar las operaciones en el aeropuerto por 3 horas. No se reportaron heridos.[73][74]

- El 15 de abril de 2021 una aeronave Halcón H1 con matrícula XB-PMZ que realizaba vuelos de prueba para toques y despegues en el Aeropuerto de Querétaro tuvo que realizar un aterrizaje forzoso en el Municipio de Colón, dañando severamente a la aeronave y dejando a sus dos tripulantes heridos.[75][76][77][78]

- El 12 de julio de 2022 una aeronave Piper PA-31 Navajo C con matrícula N82DF propiedad de Global Avionics LLC que operaba un vuelo entre el Aeropuerto de Querétaro y el Aeropuerto de Morelia presentó fallas mecánicas durante su ascenso inicial, por lo que se procedió a intentar un aterrizaje de emergencia; sin embargo, la pérdida de control de la aeronave hizo que ésta se precipitara a tierra, muriendo los 2 tripulantes.[79][80][81]

## Aeropuertos y aeródromos cercanos
Los aeropuertos más cercanos son:
| Aeropuerto                | Ciudad           | Distancia (km) |
| ------------------------- | ---------------- | -------------- |
| A. I. Francisco J. Múgica | Morelia          | 122            |
| A. I. del Bajío           | León-Silao       | 133            |
| A. I. Felipe Ángeles      | Santa Lucía      | 155            |
| A. I. Adolfo López Mateos | Toluca           | 157            |
| A. I. Benito Juárez       | Ciudad de México | 176            |
| A. I. Ponciano Arriaga    | San Luis Potosí  | 192            |

Aeródromos cercanos
| Aeropuerto                | Ciudad          | Distancia (km) | Observaciones                          |
| ------------------------- | --------------- | -------------- | -------------------------------------- |
| A. N. de Rogelio Castillo | Celaya          | 90.8           | Vuelos nacionales de aviación general. |
| Pista Aérea de Jalpan     | Jalpan de Serra | 169            | Vuelos nacionales de aviación general. |
| Aeródromo de Cadereyta    | Cadereyta       | 48             | En proyecto de desarrollo.             |